# Sant'Ilario d'Enza
Sant'Ilario d'Enza è un comune italiano di 11 475 abitanti della provincia di Reggio Emilia in Emilia-Romagna.

## Geografia fisica
Sant'Ilario d'Enza sorge sulla via Emilia, a 17 km a nord-ovest di Reggio Emilia e a 14 km a sud-est di Parma. Il torrente Enza, che dà il nome al paese, scorre a due chilometri ad ovest. Il territorio comunale, oltre che dal capoluogo è formato dalle frazioni di Bettolino, Ca Bianca, Calerno, Cantone, Case Paterlini, Case Zinani, Castellana, Chiavicone, Falconara, Gallo, Gazzaro, Ghiaia, Partitore, Rampa d'Enza (Rampata), San Rocco per un totale di 20 chilometri quadrati. Sant'Ilario d'Enza confina a nord con Gattatico e Campegine, ad est con Reggio Emilia, a sud con Montecchio Emilia e ad ovest con Parma.

## Origini del nome
Sant'Ilario d'Enza era anticamente chiamata Sant'Eulalia, che è il titolo della chiesa parrocchiale; il nome si tramutò in Sant'Ilario, probabilmente per la presenza dell'Hospitale S. Hilarii, luogo di riposo e ristoro per i pellegrini che percorrevano l'antica Via Emilia. Il nome Sant'Ilario compare per la prima volta in un documento ufficiale nel 1714, anche se si ritrova già nella "Chronica" di Parma di fra' Salimbene nel 1233.

## Storia

### Medioevo
Nel periodo dell'Impero il luogo dove sorge ora Sant'Ilario d'Enza era con buona probabilità un borgo della città di Tannetum. Ciò è suffragato dalla presenza di numerose tombe romane, scoperte specialmente nella seconda metà del diciannovesimo secolo.
Con la caduta dell'Impero Romano nella zona si stabilirono popolazioni di origine barbara, come testimonia la lapide sepolcrale riutiizzata per la Tomba di Mavarta (databile tra il 487 e il 510 d.C.), scritta in caratteri barbarici. Successivamente fu la volta delle popolazioni di origine longobarda, come testimoniato da diversi reperti archeologici rinvenuti nel territorio santilariese. Quindi si insediarono popolazioni franche (VIII – IX secolo) e ungare (X secolo). In periodo carolingio (774-814) la pieve di Sant'Eulalia era sicuramente posta sotto la Diocesi di Parma insieme a Campegine, Gaida, Calerno, parte di Cavriago, Bibbiano e Barco. Cessato il periodo ungarico la popolazione era ritornata a un'attività più costante, ma è nei secoli XI, XII e XIII che la via Emilia vede aumentare i traffici ed è in questo periodo che vengono costruiti diversi “hospitali”, tra i quali quello che diede il nome a Sant'Ilario.
In quegli anni Sant'Eulalia appartenne prima al contado, poi al Ducato di Parma ed era un comunello dipendente dalla giurisdizione di Montecchio.
Dal 1349 al 1403 Montecchio e le sue ville furono concesse dai Visconti al capitano di ventura Alberico da Barbiano; nel 1404 Montecchio e i suoi territori vennero ceduti ad Ottobuono de' Terzi. Alla sua morte i domini passarono sotto la signoria degli Estensi, poi Sant'Eulalia tornò al Ducato di Parma e solo nel 1428 passò definitivamente agli Estensi e precisamente come parte del Marchesato di Montecchio.

### L'era napoleonica
Il dominio estense, seppur con alterne vicende, permase fino al 1796, cioè fino all'adesione alla Repubblica Reggiana di Sant'Ilario e Calerno, che si staccarono da Montecchio costituendosi in libero comune. Di conseguenza nel 1797 Sant'Ilario era parte del Dipartimento del Crostolo della Repubblica Cispadana. Al Comune di Sant'Ilario erano annesse le frazioni di Calerno e Gaida.
Il periodo successivo fu ancora una volta convulso a causa delle guerre napoleoniche, vi fu un breve ritorno degli estensi ed infine con la creazione nel 1800 della Repubblica Italiana da parte di Napoleone, poi trasformatasi nel 1805 in Regno d'Italia. Nel Regno d'Italia napoleonico Sant'Ilario era comune autonomo. Nel 1814 il Comune comprendeva Sant'Ilario, Calerno, Gaida, Taneto e Martorano.
Nel 1815 con la restaurazione tornarono gli Estensi ma Sant'Ilario rimase comune autonomo sino al 1º gennaio 1828, quando in seguito ad una riorganizzazione amministrativa fu riunito a Montecchio.

### L'Unità d'Italia
Nel 1859 la vittoria dei franco-piemontesi a Magenta mise definitivamente termine al dominio estense e vi fu l'adesione al Regno di Sardegna, infine, con decorrenza dal 1º gennaio 1860 il dittatore Farini elevò Sant'Ilario a comune autonomo unendovi la villa di Calerno.
Il 23 marzo 1860 si riunì per la prima volta il Consiglio comunale di Sant'Ilario presieduto dal Sindaco Andrea Gasparotti. Il Comune di Sant'Ilario assunse al denominazione attuale nel 1862 quando, su richiesta del Governatore dell'Emilia, il Consiglio comunale deliberò di unire alla denominazione Sant'Ilario la specificazione "d'Enza", attraverso la quale il luogo poteva essere immediatamente individuato e distinto dagli omonimi.

### Simboli
Stemma
Il primo stemma del comune fu adottato il 18 aprile 1860 dalla giunta comunale scegliendo "l'antico stemma raffigurato secondo un timbro conservato". Ma lo stemma comunale con il trascorrere degli anni assunse fogge differenti, l'unico comune denominatore fu la presenza di due putti.
L'attuale stemma del comune e il relativo gonfalone sono stati adottati dal consiglio comunale con deliberazione nº 6 del 30 gennaio 1992 ed ufficialmente concessi con decreto del presidente della Repubblica 14 aprile 1992.
Lo stemma, che è riportato nell'intestazione del sito internet del comune, è così ufficialmente descritto:
Gonfalone

## Monumenti e luoghi d'interesse

### Architetture religiose
- Chiesa di Sant'Eulalia, ristrutturata nel Settecento, presenta tre navate.[7]
- Chiesa di Santa Margherita, si trova nella frazione di Calerno.[8]

## Società

### Evoluzione demografica
Abitanti censiti

### Etnie e minoranze straniere
Secondo i dati ISTAT al 31 dicembre 2017 i cittadini stranieri residenti nel comune erano 1 158, pari al 10,3% della popolazione. Le nazionalità maggiormente rappresentate erano:
- Albania: 174
- Marocco: 137
- Ucraina: 122
- India: 119
- Romania: 89
- Cina: 87

### Religione
Il comune di Sant'Ilario d'Enza appartiene alla diocesi di Reggio Emilia-Guastalla e comprende due parrocchie.

## Cultura

### Scuole
Sant'Ilario d'Enza è sede di Istituto comprensivo che comprende: tre scuole primarie e una secondaria. Vi è inoltre un liceo scientifico paritario.

## Infrastrutture e trasporti

La Stazione ferroviaria di Sant'Ilario d'Enza.

Sant'Ilario d'Enza è interessato dalla strada statale 9 Via Emilia.
Il comune è servito dall'omonima stazione ferroviaria posta sulla linea Milano-Bologna.

## Amministrazione
Di seguito è presentata una tabella relativa alle amministrazioni che si sono succedute in questo comune.
| Periodo           | Periodo           | Primo cittadino   | Partito | Carica  | Note  |
| ----------------- | ----------------- | ----------------- | --- | ------- | ----- |
| 8 giugno 1970     | 15 maggio 1978    | William Colli     | Partito Comunista Italiano (1970-1991)                                                                               | Sindaco | [ 1 ] |
| 15 maggio 1978    | 26 giugno 1985    | Mauro Poletti     | Partito Comunista Italiano (1978-1991)                                                                               | Sindaco | [ 1 ] |
| 26 giugno 1985    | 28 settembre 1992 | Flavio Ferrari    | Partito Comunista Italiano (1985-1991) Partito Democratico della Sinistra (1991-1992)                                | Sindaco | [ 1 ] |
| 28 settembre 1992 | 14 giugno 1999    | Nando Bertolini   | Partito Democratico della Sinistra                                                                                   | Sindaco | [ 1 ] |
| 14 giugno 1999    | 8 giugno 2009     | Sveno Ferri       | Democratici di Sinistra (1999-2007) Partito Democratico (2007-2009)                                                  | Sindaco | [ 1 ] |
| 8 giugno 2009     | 25 maggio 2014    | Marcello Moretti  | Partito Democratico                                                                                                  | Sindaco | [ 1 ] |
| 25 maggio 2014    | 27 maggio 2019    | Marcello Moretti  | Partito Democratico                                                                                                  | Sindaco | [ 1 ] |
| 27 maggio 2019    | 9 giugno 2024     | Carlo Perucchetti | lista civica Sant'Ilario futura sostenuta dal Partito Democratico                                                    | Sindaco | [ 1 ] |
| 9 giugno 2024     | in carica         | Marcello Moretti  | Partito Democratico sostenuto da Italia Viva, Partito della Rifondazione Comunista e lista civica Sant'Ilario futura | Sindaco | [ 1 ] |

### Gemellaggi
- Melissa[senza fonte]
- Zierenberg[senza fonte]

## Sport
Hanno sede nel comune 2 società di calcio, lo Sporting Club S. Ilario, fondato nel 1965 e il Football Club 70 fondato nel 1970 Nella frazione di Calerno si trova la Virtus Calerno, attualmente milita in Prima Categoria.
La società S.BV si occupa di pallacanestro e pallavolo.